# Hermokopid
Hermokopidaffären kallas den förstörelse av ett stort antal hermer som skedde i Aten den 11 maj år 415 f.Kr.

## Historik
Hermokopidaffären utspelades under en natt strax före atenarnas planerade flottexpedition mot Sicilien under det peloponnesiska kriget, och utlöste stora oroligheter i staden. Händelsen betraktades som ett illavarslande omen inför det stundande fälttåget, och efter noggranna undersökningar och en utlovad belöning angavs oratorn Andokides samt befälhavaren för Sicilienfälttåget Alkibiades som skyldiga till dådet.

## Etymologi
Ordet hermokopid (grekiska Ἑρμοκοπίδης / Hermokopídês, av verbet κόπτω / kóptô, ”slå sönder”) betyder en ”stympare av hermer”. Det används av Plutarchos i hans levnadsteckning över Alkibiades samt som komisk anspelning av Aristofanes i hans komedi Lysistrate.